# Love Me Like You Mean It
Love Me Like You Mean It —en español: «Ámame como eso significa»— es una canción coescrita y grabada por la cantante estadounidense de country, Kelsea Ballerini. Ballerini coescribió la canción con Josh Kerr, Forest Glen Whitehead y Lance Carpenter. Fue publicada el 22 de septiembre de 2014 como el sencillo debut de Ballerini y el primer sencillo de su próximo álbum de estudio debut, The First Time, que contará con el sello de Black River Entertainment el 19 de mayo de 2015.

## Recepción de la crítica
Taste of Country le dio una crítica favorable a la canción, diciendo "Ballerini mezcla técnicas modernas de producción con un mensaje country recto-para arriba para crear una mezcla de pop-country identificable."

## Vídeo musical
Un vídeo musical acústico fue dirigido por Robert Chavers y lanzado en noviembre de 2014. El vídeo musical oficial se lanzó en marzo de 2015.

## Posicionamiento en listas
Love Me Like You Mean It debutó en el número 60 en Estados Unidos en la lista Billboard Country Airplay para la semana del 18 de octubre de 2014. También debutó en el número 48 en Estados Unidos en la lista Billboard Hot Country Songs para la semana del 13 de diciembre de 2014. También debutó en el número 20 en Estados Unidos en la lista Billboard Bubbling Under Hot 100 Singles para la semana del 14 de marzo de 2015.
| Listas (2014–2015)                 | Mejor Posición |
| ---------------------------------- | -------------- |
| Estados Unidos (Billboard Hot 100) | 97             |
| Estados Unidos (Hot Country Songs) | 21             |